# Сент Џејмс (Њујорк)
Сент Џејмс (енгл. St. James) насељено је место без административног статуса у америчкој савезној држави Њујорк.

## Демографија
По попису из 2010. године број становника је 13.338, што је 70 (0,5%) становника више него 2000. године.
| Група             | 2000.          | 2010.          |
| Белци             | 12.543 (94,5%) | 12.133 (91,0%) |
| Афроамериканци    | 36 (0,3%)      | 85 (0,6%)      |
| Азијати           | 164 (1,2%)     | 261 (2,0%)     |
| Хиспаноамериканци | 458 (3,5%)     | 750 (5,6%)     |
| Укупно            | 13.268         | 13.338         |